# Club Deportivo Parque del Plata
El Club Deportivo Parque del Plata es un club de fútbol uruguayo con sede en la ciudad de Parque del Plata, en el departamento de Canelones. Fue fundado en 1948. 
Tras unos años sin actividad, desde el año 2017 vuelve a participar en la tercera categoría del fútbol uruguayo a nivel masculino.
A su vez compite a nivel femenino en el Campeonato Uruguayo Femenino Divisional B, siendo en 2020 su primera participación, donde obtuvo la Copa de Plata, primer título de la institución a nivel de competencias organizadas por la AUF.

## Historia

### Inicios
El Club Parque del Plata fue fundado por un grupo de vecinos que vivía todo el año en el balneario. Un 17 de mayo de 1947, un grupo de vecinos entre los que se encontraban Juan Torres, Rogelio Ferreira, Herman  Ferreira, Mario Iturralde, Gustavo Firpo, Herman Fernández, Ricardo Fernández, Carlos Ferreira, Sergio Torres, Américo La Luz y Aníbal Ferreira se reúnen con la idea de conformar una institución que representara al balneario. En el “Bar Carlitos” deciden conformar el nuevo club que denominarán Club Deportivo Parque del Plata y que tendrá los colores verde y blanco. 
Fue el segundo equipo de afuera (externo a Montevideo, la capital) en ingresar al fútbol de la Asociación Uruguaya de Fútbol; fue en 1981 cuando esta institución que disputaba con buen éxito los torneos de la Liga de Pando se afilia a la AUF.
El club nunca pudo llegar a la Divisional B. Contó con entrenadores de trayectoria como Miguel Ignomiriello como entrenador, quien fuera entrenador de la Selección Argentina, Rosario Central y el Club Nacional de Football, entre tantos planteles.

#### Final ante Cerrito
El año que estuvo más cerca el equipo verde de Parque del Plata, fue en 1982 cuando perdió la final con el Club Sportivo Cerrito en el Estadio Belvedere, propiedad de Liverpool, por  un marcador de 1 a 0, en gol convertido en el último minuto del alargue, ante más de 7.000 personas, que presenciaron ese histórico encuentro. Quedándose con la final y el ascenso a la Segunda División el conjunto del Cerrito de la Victoria.

### Problemas económicos
Participaba con suceso en la temporada 2011/2012 de la Segunda B Amateur, pero fue duramente sancionado por el Tribunal de Penas de la Asociación Uruguaya de Fútbol, en virtud de los disturbios ocurridos en un partido de local frente al Club Torque.

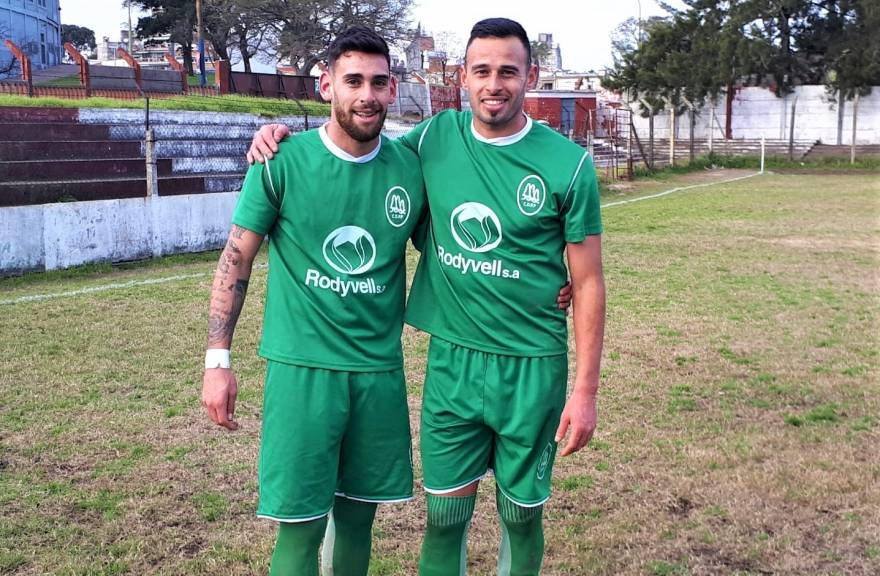
Jugadores del club en 2019.

La multa, 700 unidades reajustables (aproximadamente 162.000 pesos uruguayos), resultó imposible de pagar en estas categorías de fútbol amateur, provocando la desafiliación del club, y la inscripción del mismo en la Liga 
Regional del Este de OFI. La sanción fue aplicada a la institución y no se le aplicó sanción al jugador que agredió al árbitro.

### Actualidad
En 2017 un grupo gerenciador (apoyado por Huracán de Paso de la Arena), por Rodrigo Khaler, pagó la deuda que poseía la institución, tras la multa por los incidentes ante Torque y el club regresó a participar de la tercera categoría de la AUF, ahora llamada Segunda División B Nacional.  En 2022 tras 5 años de gerenciamiento del grupo, el club cambia de grupo gerenciador.  
Desde 2017 en su vuelta a la competición pasando  por distintos grupos gerenciamiento, siendo desde  9º a las ultimas posiciones, en 2025 el club el cual habia presentado problemas antes de comenzar  hace una de sus peores campañas, no solo que pierde todos sus partidos, sino que recibe goleadas importantes por 20 goles una de ellas, terminado la temporada con 74 goles en contra y ninguno convertido, lo que le dio visibilidad al club a nivel nacional e internacional, tras comentarios en medios de radio, televisión y redes sociales.     

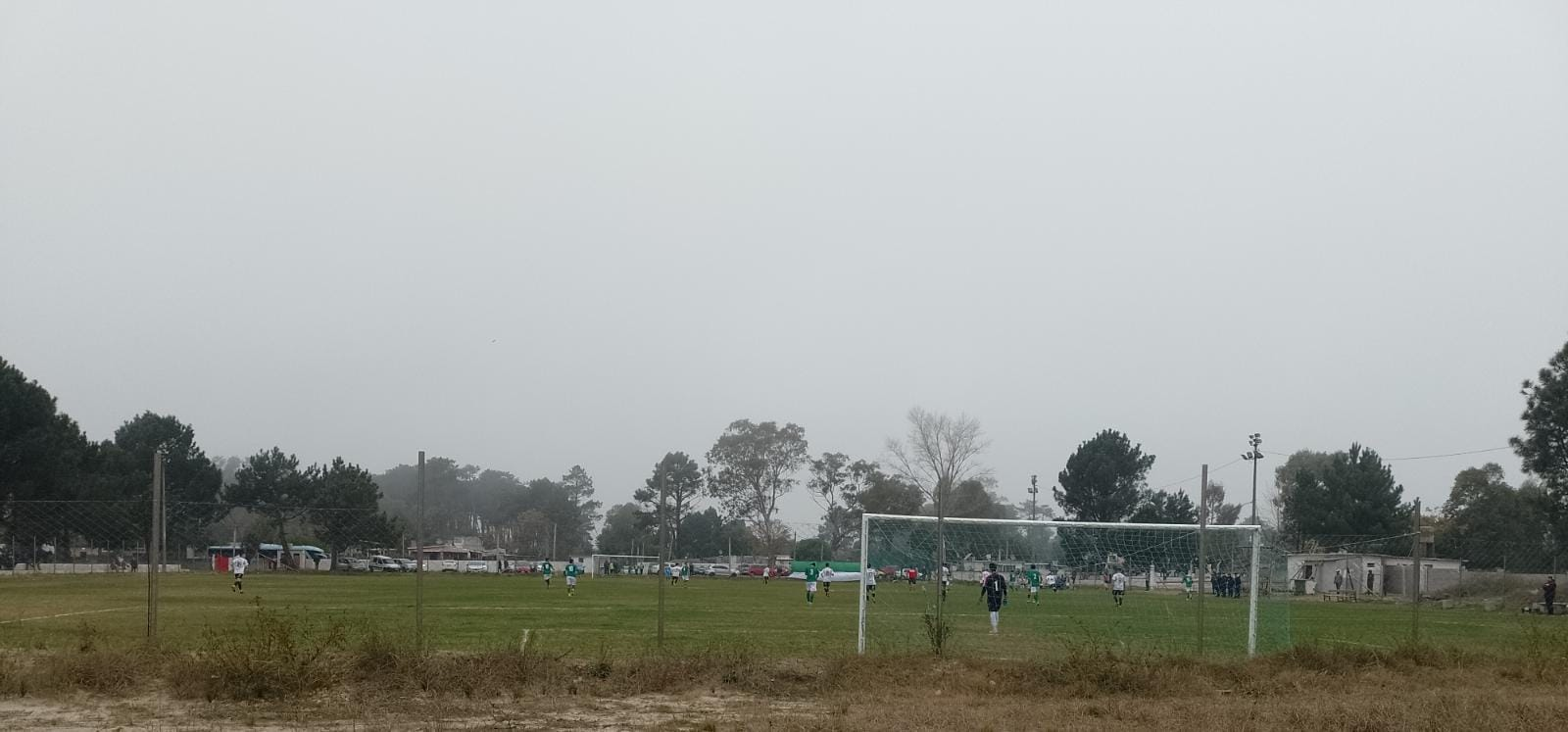
Partido en el Estadio Parque El Balneario, entre Parque del Plata y Huracán Buceo

## Hinchada
El club posee una masa de hinchas del balneario y aledaños. Desde su regreso en 2022 a su escenario Estadio Parque El Balneario, el club ha vuelto a tener una gran convocatoria de hinchas de la zona. La hinchada del Verde suele realizar pintadas en columnas y muros de la zona del principal color del club en el balneario.  La hinchada del Parque suele llevar banderas, bombos, bengalas para alentar a su club. 
A nivel zonal, tiene una mayor rivalidad con los clubes aledaños al balneario, considerándolos como clásicos, Progreso de Estación Atlántida y Atlántida Juniors, que con los clubes de AUF.
Dentro de la AUF, su mayor rival es la Unión de Deportes de Estudiantes del Plata, el otro club dentro de la asociación que es de Parque del Plata. Estudiantes del Plata surgió por un desvinculamiento de integrantes de Parque del Plata, produciendo una rivalidad en la zona al punto que una facción de la barra brava de Parque del Plata denominados “Los pibes del norte” o “Los menores de la 14” en el año 2023 asesinaron a un hincha de Estudiantes del Plata por querer tachar un mural con el nombre de esta facción. Parque del Plata milita en la tercera categoría, mientras que Estudiantes del Plata compite en la cuarta y última divisional del fútbol uruguayo.

## Plantel
Parque del Plata tiene dos clubes paralelos, uno funciona participando de la A.U.F. y otro se mantiene en la Liga Regional del Soca de OFI.

## Símbolos

### Escudo y bandera
Tanto el escudo como la bandera de Parque del Plata se componen por un fondo predominantemente verde, con detalles en blanco, y en el centro un dibujo de un bosque blanco con la inscripción, también en blanco, de las siglas del club: "C.D.P.P.".

## Uniforme
- Uniforme titular: Camiseta verde, pantalón verde, medias blancas.
- Uniforme alternativo: Camiseta blanca, pantalón verde, medias blancas.

### Indumentaria y patrocinadores
| Período       | Logo | Proveedor  |
| ------------- | ---- | ---------- |
| 2017-2021     |      | Borac      |
| 2022-2023     |      | Mgr Sports |
| 2024-presente |      | KDY        |

| Período       | Proveedor    |
| ------------- | ------------ |
| 2017-2018     | Cortiluz     |
| 2019-2021     | Rodyvell S.A |
| 2021-2024     |              |
| 2024-presente | AUF TV       |

## Instalaciones

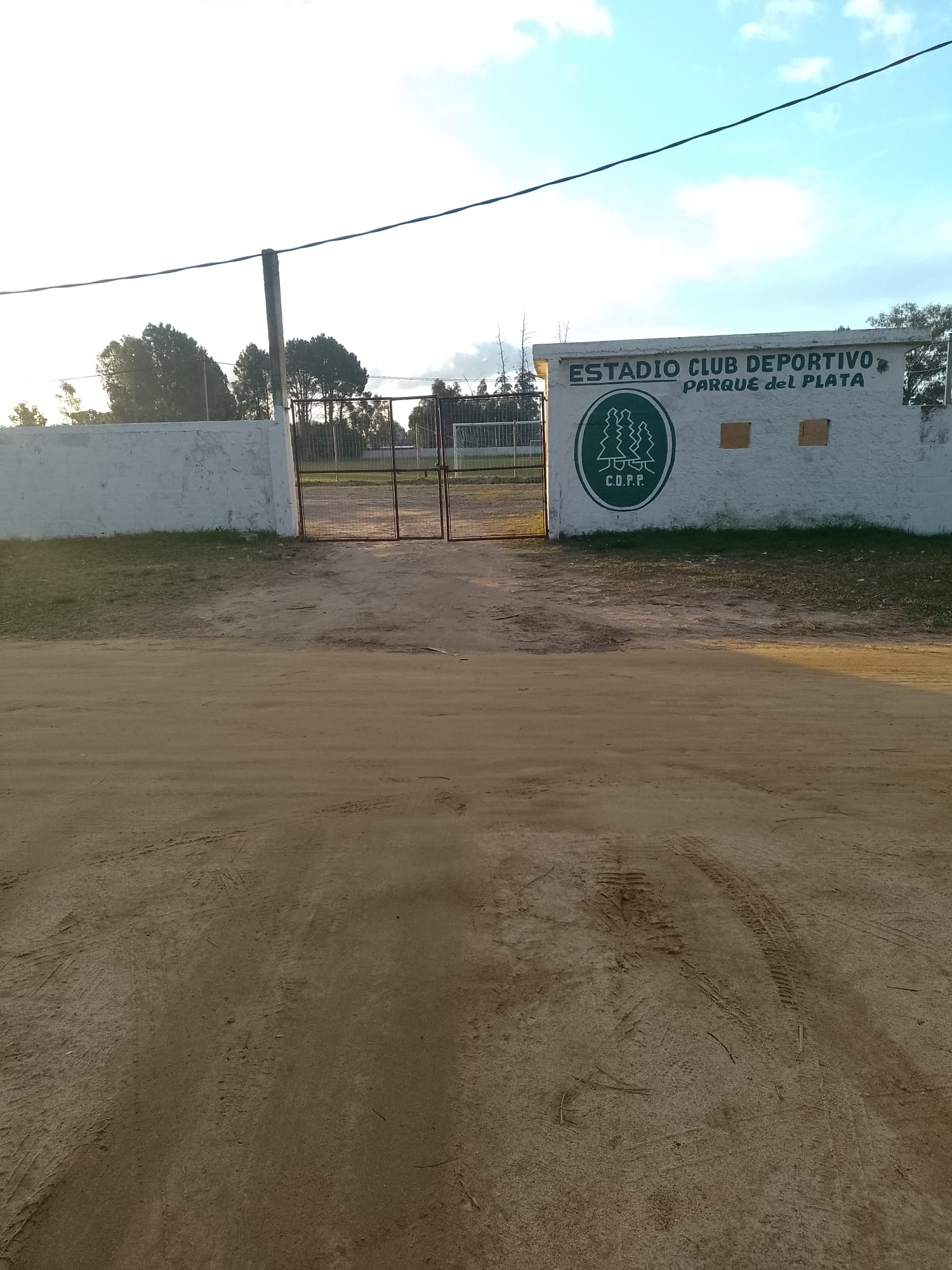
Estadio de Parque del Plata Parque el Balneario

### Estadio Parque el Balneario
La institución ya participaba de la Liga de Soca y fue en 1964 cuando inauguró su escenario deportivo, siendo el primer estadio fuera de Montevideo con túnel, para la salida de futbolistas y árbitros a la cancha.
El club posee un escenario con capacidad para 2000 personas, Estadio Parque el Balneario, situado en el lado norte del balneario, ente las calles W y la 14. Fue adquirido por el club en 1960, luego de que se le otorgó un terreno por parte de la “Compañia Parque del Plata” encabezada por Álvarez Villamil, el club  comienza a construir su sueño de su estadio propio, con la colaboración de los vecinos del balneario. Siendo el primer estadio  de afuera de Montevideo en poseer un túnel para la salida de los jugadores desde el vestuario al campo de juego.
En los últimos años desde su retorno a la divisional en 2017 el club ha trabajado en mejoras para poder disputar sus partidos en el escenario. Se colocaron nuevos alambrados alrededor de la cancha, resembrado de césped, mejora de muros, un sistema de red lumínica, entre otras mejoras.  Entre las mejoras, el club consiguió los antiguos arcos del Estadio Centenario renovados el año anterior para ser sede de la final de la Copa Libertadores 2021 y Copa Sudamericana 2021. 
Para el campeonato de  2022 el club vuelve a oficiar de local en su escenario, retornando a su cancha en un partido frente a Potencia el cual terminaría igualado 0-0, con presencia de ambas hinchadas.

## Datos del club

### Estadísticas
El club ha competido en 37 temporadas dentro de la órbita de la AUF, únicamente en la tercera categoría, que en sus distintas ediciones ha cambiado de nombre varias veces. 
| Temporada                   | Competición                              | Participantes | Posición | PJ | PG | PE | PP | GF | GC | Pts. | Notas                                 |
| --------------------------- | ---------------------------------------- | ------------- | -------- | -- | -- | -- | -- | -- | -- | ---- | ------------------------------------- |
| 1981                        | Primera División "C"                     | 11            | ?        | ?  | ?  | ?  | ?  | ?  | ?  | ?    | Debut en AUF                          |
| 1982                        | Primera División "C"                     | 11            | 2º       | ?  | ?  | ?  | ?  | ?  | ?  | ?    | Subcampeón. Pierde final ante Cerrito |
| 1983                        | Primera División "C"                     | 12            | ?        | ?  | ?  | ?  | ?  | ?  | ?  | ?    |                                       |
| 1984                        | Primera División "C"                     | 12            | ?        | ?  | ?  | ?  | ?  | ?  | ?  | ?    |                                       |
| 1985                        | Primera División "C"                     | 12            | ?        | ?  | ?  | ?  | ?  | ?  | ?  | ?    |                                       |
| 1986                        | Primera División "C"                     | 13            | ?        | ?  | ?  | ?  | ?  | ?  | ?  | ?    |                                       |
| Desafiliación (1987 - 1989) |                                          |               |          |    |    |    |    |    |    |      |                                       |
| 1990                        | Primera División "C"                     | 12            | ?        | ?  | ?  | ?  | ?  | ?  | ?  | ?    |                                       |
| 1991                        | Primera División "C"                     | 12            | ?        | ?  | ?  | ?  | ?  | ?  | ?  | ?    |                                       |
| 1992                        | Primera División "C"                     | 10            | ?        | ?  | ?  | ?  | ?  | ?  | ?  | ?    |                                       |
| 1993                        | Primera División "C"                     | 10            | ?        | ?  | ?  | ?  | ?  | ?  | ?  | ?    |                                       |
| 1994                        | Primera División "C"                     | 10            | 10º      | 9  | 1  | 2  | 6  | 8  | 27 | 2    |                                       |
| 1995                        | Primera División "C"                     | 8             | ?        | ?  | ?  | ?  | ?  | ?  | ?  | ?    |                                       |
| 1996                        | Campeonato de la División de Aficionados | 9             | 5º       | 8  | 3  | 2  | 3  | 10 | 5  | 11   |                                       |
| 1997                        | Liga Metropolitana Amateur               | 10            | 2º       | 9  | 4  | 3  | 2  | 14 | 8  | 15   |                                       |
| 1998                        | Liga Metropolitana Amateur               | 8             | 4º       | 7  | 3  | 1  | 3  | 11 | 15 | 10   |                                       |
| 1999                        | Liga Metropolitana Amateur               | 11            | 11º      | 10 | 1  | 0  | 9  | 7  | 34 | 3    |                                       |
| 2000                        | Liga Metropolitana Amateur               | 11            | 11º      | 10 | 0  | 0  | 10 | 5  | 31 | 0    |                                       |
| 2001                        | Liga Metropolitana Amateur               | 9             | 7º       | 8  | 1  | 2  | 5  | 8  | 17 | 5    |                                       |
| 2002                        | Liga Metropolitana Amateur               | 8             | 7º       | 7  | 0  | 3  | 4  | 6  | 16 | 3    |                                       |
| 2003                        | Liga Metropolitana Amateur               | 7             | 4º       | 11 | 4  | 1  | 6  | 17 | 28 | 13   |                                       |
| A 2004                      | Liga Metropolitana Amateur               | 7             | 5º       | 6  | 1  | 2  | 3  | 7  | 11 | 5    |                                       |
| C 2004                      | Liga Metropolitana Amateur               | 7             | 4º       | 6  | 2  | 2  | 2  | 6  | 9  | 8    |                                       |
| 2005                        | Liga Metropolitana Amateur               | 8             | 8º       | 7  | 0  | 0  | 7  | 7  | 20 | 0    |                                       |
| A 2006                      | Liga Metropolitana Amateur               | 7             | 3º       | 6  | 2  | 2  | 2  | 8  | 6  | 8    |                                       |
| C 2006                      | Liga Metropolitana Amateur               | 7             | 6º       | 4  | 1  | 1  | 2  | 4  | 6  | 4    |                                       |
| A 2007                      | Liga Metropolitana Amateur               | 7             | 4º       | 6  | 2  | 1  | 3  | 12 | 8  | 7    |                                       |
| C 2007                      | Liga Metropolitana Amateur               | 7             | 4º       | 5  | 2  | 1  | 2  | 11 | 7  | 7    |                                       |
| A 2008                      | Segunda División Amateur                 | 12            | 10º      | 11 | 2  | 2  | 7  | 9  | 27 | 8    |                                       |
| C 2009                      | Segunda División Amateur                 | 12            | 8º       | 11 | 3  | 1  | 7  | 9  | 27 | 10   |                                       |
| A 2009                      | Segunda División Amateur                 | 12            | 11º      | 11 | 1  | 2  | 8  | 7  | 20 | 5    |                                       |
| C 2010                      | Segunda División Amateur                 | 12            | 12º      | 11 | 0  | 2  | 9  | 4  | 26 | 2    |                                       |
| A 2010                      | Segunda División Amateur                 | 13            | 6º       | 12 | 5  | 3  | 4  | 17 | 15 | 18   |                                       |
| C 2011                      | Segunda División Amateur                 | 12            | 9º       | 10 | 2  | 2  | 6  | 11 | 22 | 8    |                                       |
| A 2011                      | Segunda División Amateur                 | 14            | 13º      | 13 | 3  | 2  | 8  | 11 | 22 | 11   |                                       |
| Desafiliación (2012 - 2016) |                                          |               |          |    |    |    |    |    |    |      |                                       |
| 2017                        | Segunda División B Nacional              | 15            | 11º      | 21 | 7  | 4  | 10 | 28 | 33 | 25   |                                       |
| 2018                        | Segunda División B Nacional              | 16            | 11º      | 15 | 4  | 3  | 8  | 19 | 30 | 15   |                                       |
| 2019                        | Primera División Amateur                 | 18            | 10º      | 17 | 7  | 3  | 7  | 24 | 17 | 24   |                                       |
| 2020                        | Primera División Amateur                 | 18            | 9º       | 8  | 3  | 2  | 3  | 8  | 10 | 11   |                                       |
| 2021                        | Primera División Amateur                 | 21            | 20º      | 10 | 1  | 2  | 7  | 12 | 23 | 5    |                                       |
| 2022                        | Primera División Amateur                 | 23            | 21º      | 10 | 2  | 2  | 6  | 6  | 22 | 8.8  |                                       |
| 2023                        | Primera División Amateur                 | 24            | 24º      | 10 | 0  | 1  | 9  | 8  | 32 | 1    |                                       |
| 2024                        | Primera División Amateur                 | 26            | 24º      | 10 | 1  | 3  | 6  | 3  | 21 | 6    |                                       |
| 2025                        | Primera Divisional "C"                   | 27            | 27º      | 8  | 0  | 0  | 8  | 0  | 74 | 0    |                                       |

#### Copa Uruguay
| Edición |                       | Lugar alcanzado     | PJ | PG | PE | PP | GF | GC | Pts. | Notas |
| ------- | --------------------- | ------------------- | -- | -- | -- | -- | -- | -- | ---- | ----- |
| 1       | Copa AUF Uruguay 2022 | Primera Fase        | 1  | 0  | 0  | 1  | 1  | 3  | 0    |       |
| 2       | Copa AUF Uruguay 2023 | Ronda Pre-eliminnar | 1  | 0  | 0  | 1  | 0  | 1  | 0    |       |

## Palmarés
El club no ha ganado ningún título oficial a nivel masculino.
| Torneos nacionales                     | Título | Subcampeón |
| -------------------------------------- | ------ | ---------- |
| Tercera categoría de fútbol en Uruguay |        | 1982       |
| Torneo Apertura División Aficionados   |        | 1997       |

#### Torneos amistosos
- Torneo de Verano de San Carlos (1): 2008

## Palmarés de Parque del Plata Femenino
| Torneos nacionales                                          | Títulos | Subcampeonatos |
| ----------------------------------------------------------- | ------- | -------------- |
| Copa de Plata del Campeonato Uruguayo Femenino Divisional B | 2020    |                |